# إيفان دوكي
إيفان دوكي (بالإسبانية: Iván Duque Márquez) هو سياسي كولومبي ولد في 1 أغسطس سنة 1976 بالعاصمة الكولومبية بوغوتا، ويعتبر أصغر رئيس في تاريخ كولومبيا وهو محامي وسيناتور سابق، والمرشح عن حزب «الوسط الديمقراطي» اليميني، فاز في الجولة الثانية من الانتخابات الرئاسية الكولومبية في 17 يونيو الماضي بحصوله على 53,97 % من الأصوات، مقابل 41,54 % لمنافسه غوستافو بترو،  خلافا للرئيس الكولومبي السابق خوان منويل سانتوس وعمل دوكي في بنك «أنتر أمريكيان ديفيلو بمنت بنك» في واشنطن لنحو 10 سنوات، لكنه داعم قوي للرئيس السابق «ألفارو أوريبي» وكان دوكي قد تعهد بتعزيز الاقتصاد الكولومبي وخفض الضرائب على الشركات إلى جانب دعم قطاعات النفط والفحم، كما وعد إيفان دوكي بالقضاء على المخدرات والفساد وإنعاش الاقتصاد الكولومبي والذي يأتي في المركز الرابع في أمريكا اللاتينية، وهو عازم على طي صفحة الفساد والسياسة الانتهازية والمحاباة.

## الحياة والوظيفة
ولد دوكي في بوغوتا، في عائلة سياسية ثرية أتت في الأصل من بلدة غوميز بلاتا الكولومبية، أنتيوكيا. كان ابن جوليانا ماركيز تونو (عالمة سياسية) (1950 -) وإيفان دوكي إسكوبار (1937-2016)، وهو زعيم سياسي محلي قوي كان حاكم أنتيوكيا ، ومدقق حسابات في الأمم المتحدة، ووزيرًا للمناجم والطاقة، والذي كان رئيس السجل أندريس باسترانا أرانغوال المدنية في حكومة أندريس باسترانا. أشقاء دوكي هم أندريس وماريا باولا.
التحق دوكي بكوليجيو روتشستر وتخرج من جامعة سيرجيو أربوليدا في بوغوتا عام 2000 بدرجة في القانون. وهو حاصل على ماجستير في القانون الاقتصادي الدولي من الجامعة الأمريكية وماجستير في إدارة السياسة العامة من جامعة جورج تاون بواشنطن العاصمة. كما حضر دوكي دورة تعليم تنفيذي في جامعة هارفارد لمدة 5 أيام ، حيث درس الأعمال والحكومة.
بدأ حياته المهنية في عام 1999 كمستشار في مؤسسة تنمية الأنديز (CAF) ثم عمل لاحقًا كمستشار في وزارة المالية والائتمان العام الكولومبية خلال حكومة أندريس باسترانا (1998-2002).
بعد ذلك، تم تعيينه من قبل خوان مانويل سانتوس، الرئيس المستقبلي ثم وزير المالية، كأحد ممثلي كولومبيا في بنك التنمية للبلدان الأمريكية (IDB)، وهو المنصب الذي شغله بين عامي 2001 و 2013. قسم الثقافة والتضامن والإبداع[بحاجة لمصدر].
عمل دوكي أيضًا كمستشار دولي للرئيس السابق ألفارو ألبارو أوريبي بيليث عامي 2010 و 2011، كان مستشارًا في الأمم المتحدة (UN) في لجنة الأبحاث التي عينها الأمين العام لحادث أسطول غزة الذي وقع في 31 مايو 2010 بين إسرائيل وتركيا، والمعروف باسم مافي مرمرة[بحاجة لمصدر].

## الخلفية السياسية
عاد دوكي إلى كولومبيا ليصبح مرشحًا لمجلس الشيوخ في الانتخابات التشريعية لعام 2014 عن حزب الوسط الديمقراطي (حزب الوسط الديمقراطي) الذي انفصل عن الحزب الحاكم بعد أن فتح خوان مانويل سانتوس مفاوضات السلام مع القوات المسلحة الثورية لكولومبيا شن هذا الحزب الجديد حملة ضد اتفاقية السلام الجديدة وحكومة سانتوس، وكان بقيادة الرئيس اليميني السابق أوريبي[بحاجة لمصدر].
أنشأ أوريبي حزبه السياسي وقدم نفسه وقائمة مختارة من الحلفاء السياسيين كمرشحين لمنصب عضو الكونغرس في قائمة مغلقة، مما يعني أنه لا يمكن للناس التصويت لعضو في الكونغرس ولكن كان عليهم التصويت للحزب ككل في انتخابات مجلسي النواب والشيوخ. تم إدراج دوكي في المركز السابع في القائمة المغلقة لمجلس الشيوخ، وبالتالي تم انتخابه سيناتورًا[بحاجة لمصدر] .
خلال فترة عمله كعضو في مجلس الشيوخ، كان مؤلفًا لأربعة قوانين:
- القانون رقم 1822 الصادر في 4 يناير 2017، الذي يزيد إجازة الأمومة من 14 إلى 18 أسبوعًا [14]، * بحيث يمكن للأمهات قضاء المزيد من الوقت مع أطفالهن حديثي الولادة[15] ، وهي ميزة تم تمديدها أيضًا للأمهات بالتبني[بحاجة لمصدر].
- القانون رقم 1831 الصادر في 2 مايو 2017، لتوفير أجهزة تنظيم ضربات القلب في المرافق العامة والأماكن التي يتدفق فيها عدد كبير من الناس، من أجل إنقاذ الأرواح، لأن النوبات القلبية هي السبب الرئيسي للوفاة في كولومبيا[بحاجة لمصدر].
- القانون 1809 الصادر في 29 سبتمبر 2016 [16]، الخاص باستخدام مدفوعات نهاية الخدمة المتقدمة للتأمين التعليمي، حتى تتمكن المزيد من العائلات من إرسال أطفالهم إلى الجامعة[بحاجة لمصدر].
- القانون رقم 1834 بتاريخ 23 مايو 2017، «القانون البرتقالي» لتعزيز وتطوير وحماية الصناعات الإبداعية والثقافية[بحاجة لمصدر].

## رئيس كولومبيا

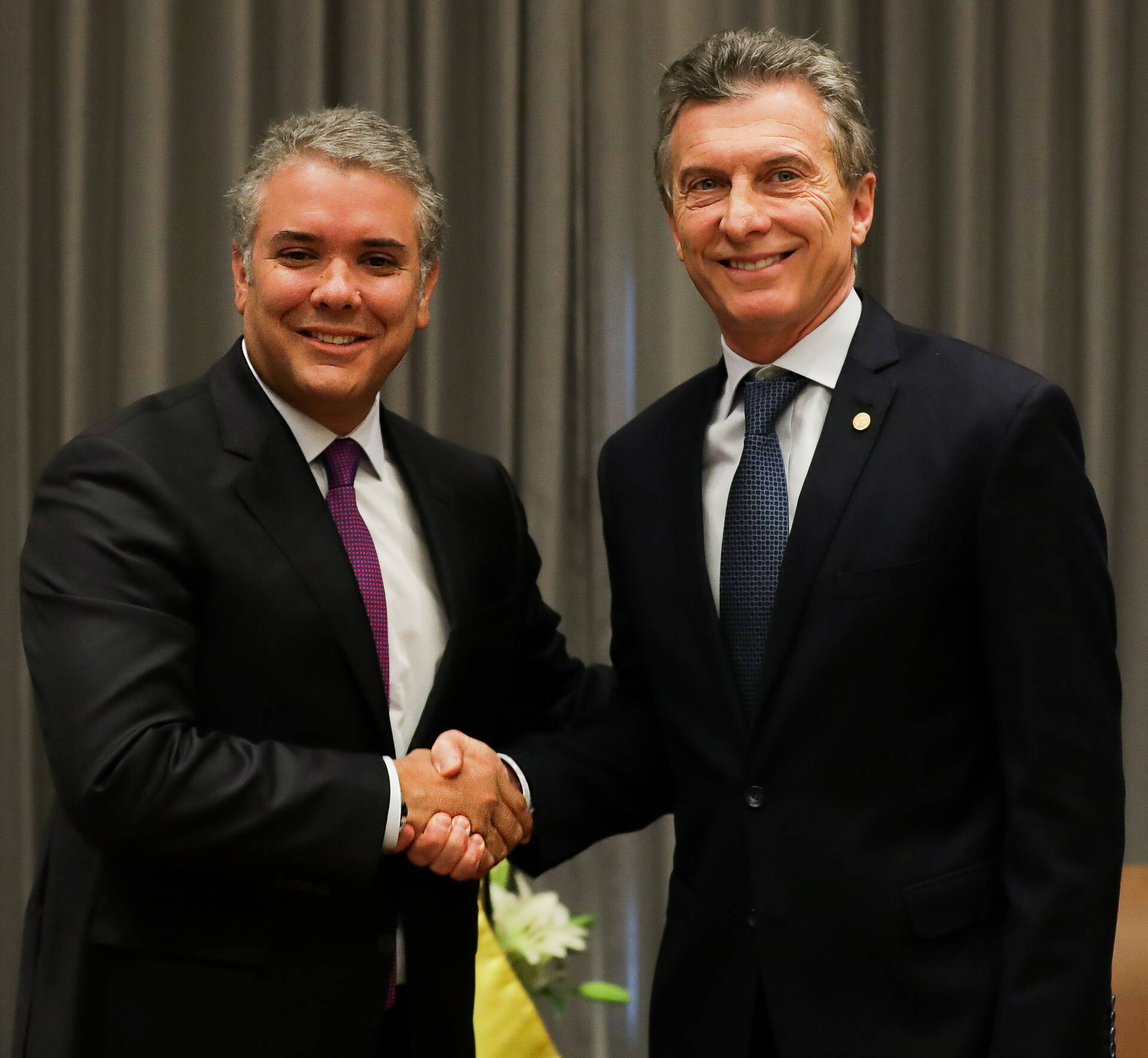
دوكي (يسار) يصافح الرئيس الأرجنتيني ماوريسيو ماكري في أغسطس 2018

في 10 ديسمبر 2017، تم تعيين دوكي من قبل حزبه كمرشح له لمنصب رئيس كولومبيا. فاز بالترشيح من خلال نظام استطلاعات أجراه الحزب، مع تفضيل 29.47٪ مقارنة بالمرشحين الآخرين: كارلوس هولمز تروجيلو الذي حصل على 20.15٪ ، ورافاييل نييتو بنسبة 20.06٪. في يناير 2018، أُعلن أن تحالف يمين الوسط سيشارك في الانتخابات التمهيدية الكبرى لكولومبيا - استشارة بين الأحزاب - مع دوكي كمرشح لمواجهة مارتا لوسيا راميريز (حركة يمين الوسط المدني) وأليخاندرو أوردونيز (حركة مدنية يمينية)). في 11 مارس 2018، فاز دوكي في الانتخابات التمهيدية بأكثر من 4 ملايين صوت. جاء راميريز في المركز الثاني، حيث حصل على ما يزيد قليلاً عن 1.5 مليون صوت، وجاء أوردونيز في المركز الثالث بـ 385 ألف صوت. خلال خطابه، شكر دوكي دعم الكولومبيين في صناديق الاقتراع وأعلن أن مارتا لوسيا راميريز نائبة له في الانتخابات[بحاجة لمصدر].
في 27 مايو 2018، حصل دوكي على أكبر عدد من الأصوات في الجولة الأولى من الانتخابات الرئاسية بأكثر من 39٪ من الأصوات. تم انتخاب دوكي رئيسًا لكولومبيا في 17 يونيو 2018 بعد فوزه على جوستافو بترو 54٪ مقابل 42٪ في الجولة الثانية. أدى اليمين في 7 أغسطس 2018 في ساحة بوليفار في بوغوتا.

## روابط خارجية
- إيفان دوكي على موقع مونزينجر (الألمانية)